# أساسنز كريد: برذرهود
أساسنز كريد: برذرهود (بالإنجليزية: Assassin's Creed: Brotherhood) هي لعبة فيديو أكشن مغامرات صدرت في عام 2010، وهي الجزء الرئيسي الثالث من سلسلة أساسنز كريد.

## القصة
هذا الجزء فصل جديد من قصة إتسيو أوديتوري دا فيرنزي، قصة تتوالى الاحداث وتستمر قصة البطل إزيو فبعد نهاية الجزء الثاني والذي انتهى بمهاجمة الحراس للبطل الحقيقي ديزموند مايلز والفريق الذي معه في مكان عملهم مما دفعهم للهرب مع قضاء البطل إزيو على البابا الذي كان يحلم بالحصول على القوى من خلال تفاحة عدن " المجس الغامض الذي يمتلك قوة عظيمة "سوف يبدأ الجزء الجديدة من المكان الذي انتهى فيه الجزء الثاني حيث سوف يذهب البطل إتسيو مع عمه ماريو إلى مدينتهم Monteriggioni وبعد فترة تتعرض المدينة للهجوم من قبل الجنود الرومان وبقيادة شخص يدعى (تشيزاري بورجيا) الذي يقوم باقتحام المدينة ويدمرها بشكل كبير وبطريقة ما سوف يستطيع أن يحصل على تفاحة عدن بعدها تبدأ مغامرة البطل إزيو في الانتقام ولكن سوف تكون المهمة صعبة جداً وذلك لان القائد بروغى يمتلك نفوذ وقوة كبيرة داخل روما طبعاً هذا هدف البطل ايزو والهدف الأساسي للبطل ديزموند وفريقة هو معرفة المكان الذي وضع فيه تفاحة عدن. سوف تدور احداث القصة جميعها داخل مدينة روما وهي المدينة الوحيدة المتواجدة تجري احداث القصة بشكل ادراماتيكي ومتتابع سوف تقوم بأغتيال مجموعة من الأشخاص واستجواب بعضهم والتخلص من بعضهم طبعاً بمساعدة اصدقائك من الجيد ان القصة كانت جميلة ومسلية إضافة إلى أن المهمات لم تحتو على تكرار في الوظائف الأساسية في القصة ووجود إضافة وهي إمكانية اللعب بمجموعة من المهمات التي سوف تمكنك من اللعب بالشخصية الأساسية ديزموند وطبعاً سوف يكون مقر ديزموند وفريق العمل في مناطق مختلفة اولها سوف يكون داخل مدينة مونتريجوني وبعدها سوف ينتقلوا إلى المكان الاثري الرائع الكولوسيوم وكل هذه الامور وفرت ديزموند الجو لتذكر الماضي فهو يمكنه مشاهدة امور حدثت في الماضي لا أحد غيره يستطيع رؤيتها وأيضاً يمكنك في هذا الجزء الخروج متى تشاء من ذاكرتك أو من جهاز الـ Animus والعودة واللعب بشخصية ديزموند بكل حرية مع وجود مجموعة من المهام الجانبية التي سوف تعرفك بماضي البطل ايزو فهنالك مهمات سوف تعرفك بحبيبة البطل في الماضي وهي كرستينا وبعض الاحداث التي حصلت للبطل ايزو في الماضي، للاسف من سيئات القصة في هذه اللعبة ان القصة كانت أقصر من الجزء السابق إضافة إلى أن النهاية كانت مبهمة وغير مفهومة وأنها تمهد لجزء جديدة قادم يتابع قصة هذا الجزء وأيضاً لم يكن هنالك فكرة جديدة في قصة هذا الجزء فهي تقريباً قريبة من الجزء السابق من ناحية المعنى وأيضاً هنالك مجموعة من الشخصيات التي أصبح دورها ثانوي ومنها دفنشي الذي لم يعد له دور أساسي في القصة وعندما البطل ازيو اوديتورى يقتل تشيزاري بورجيا سوف يأخذ التفاحة من عدن سوف يخبأه وديزموند سوف يعرف مكانها وسوف يذهب هو ولوسي و شون وريبيكا ليأخذوها وكانت جونوا التي من الحضارة الأولى كانت تظهر له وترشده لكن عندما يُمسك القطعة سوف يتم تميدهم كلهم وجونوا حينها اجبرت ديزموند على قتل لوسي....
القصة جيدة وممتعة والاضافات الجديدة المتواجدة لخدمة هذا الطور ممتازة وتنوع اللعب والبيئات سواء اكانت للبطل إتسيو أو البطل ديزموند مع إمكانية اللعب بشخصيتين بشكل حر اعتقد أن الشركة المطورة احسنت في سرد القصة ولكن ليس كما طمحنا.

## أسلوب القتال
نعم انه خلق ليقتل ! اختلف أسلوب القتال في هذا الجزء وبشكل واضح ولكن ليس بالاختلاف الجذري فقد حافظت اللعبة على طريقة القتال المميزة حيث أصبح القتال باللعبة أكثر تفاعلي من السابق بحيث وضعت الشركة مجموعة من الاضافات المبتكرة والمثيرة لطريقة القتال لنبدء بحركات القتال الدفاعية الرادعة، بخصوص هذه النقطة لم تقم الشركة المطورة بإضافة الشئ الكثير عن الجزء السابق فما زالت الطريقة مثل السابق فقط تم إضافة مجموعة من طرق القتل الجديد اما بما يخص أسلوب قتال إزيو الهجومي فقد أصبح أكثر سلاسة من السابق حيث لم يعد يكفي الضغط على زر (الضرب) فقط للتخلص من الأعداء بل أصبح هنالك مجموعة من المهارات الجديدة كركل الأعداء للتخلص من حالتهم الدفاعية وأيضاً لم تعد طريقة القتل عند الهجوم أو ما يسمى الضربة الأخيرة (final blow) مثلما كانت في الجزء السابق نفس الطريقة في القتل وتكرار نفس الحركة النهائية في القتل انما أصبحت هنالك لمسات جميلة للقاتل ايزو في الضربة الأخيرة للخصم وأيضاً إضافة الشركة طريقة جديدة للقتال وهي Serial Killer بمعنى التتابع في القتل فعندما تكون في حالة الهجوم وتقوم بقتل أحد الأعداء سوف تلاحظ ان البطل سوف يقتل الأعداء التاليين بشكل سريع وبحركة واحدة كما وانك تشاهد أحد العروض السينمائية ولا ننسى التحسن الذي قدمتهُ الشركة المطِورة عند اللحاق باحد الأعداء والانقضاض عليه فقد أصبح أكثر دقة وسهولة من الجزء السابق ولم تعد بحاجة إلى جهد كبير لإنجاز المهام المتعلقة بهذه النقطة وأيضاً قامت الشركة المطورة بتحسن قوة الأعداء أو الجنود في اللعبة حيث لم يعد يكفي عند مواجهتم ان تقوم بالهجوم عليهم بالطريقة الاعتيادية لتهزمهم فقد أصبحوا أكثر تفاعل مع القتال بحيث سوف تلاحظ ان أحد الجنود قد امسك بك من الخلف ليتسنى للاخرين الهجوم عليك ولكن كنا نأمل من الشركة ان تكون طريقة القتال لدى الجنود أو الأعداء مختلفة وليس كالمعتاد تجدهم يتجمعون حولك ويحاصرونك وطبعاً سوف تستطيع القضاء عليهم بكل سهولة على الرغم من أن الشركة اضافت نوع جديد من الأعداء الأكثر قوة ولكن للاسف سوف تستطيع القضاء عليهم بكل سهولة أيضاً. ولكن النهاية غامضة بسبب موت لوسي

## الأسلحة
الأسلحة، راعت الشركة المطورة في اختياراتها تنوع أسلوب القتال بحيث وجدت هنالك أسلحة تختص في الاغتيالات والتجسس التي يمتاز بها القاتل كالسلاح الرئيسي باللعبة وهو الخنجر الموضوع بالمعصم وأيضاً السلاح المتواجد في الجزء الثاني من اللعبة وهو الطلقات النارية والاسهم السامة أو المخدرة وأيضاً تم إضافة سلاح جديد في هذا الجزء وهو النشاب أو قاذف السهام وأيضاً هنالك أسلحة متنوعة أخرى تختص في القتال المباشر كالسيوف الكبيرة والصغيرة والخناجر والمطرقة والفؤوس وقد اضافت الشركة المطورة طرق جديدة وهي تمكن القاتل إزيو من استخدام سلاحين بنفس الوقت مثل الطلقات النارية والسيف فسوف تلاحظ انه سوف يستعمل السلاحين في وقت واحد أثناء القتال مع وجود مجموعة من الأدوات التي تساعدك أثناء القتال كالقنابل الدخانية وأيضاً مظلة تستخدمها للهرب من الأماكن المرتفعة لكي لا تتكبد عناء السقوط الاعتيادي ومع وجود أسلحة سوف تستخدمها لأول مرة وهي المدافع التي سوف تساعدك في مجموعة من المهمات في القصة وطبعاً لا ننسى ذكر إمكانية استخدام الأسلحة الملقاة على الأرض وأيضاً الميزة الجديدة وهي إمكانية رمي الأسلحة الثقيلة كالسيف والرماح على الأعداء لقتلهم من مسافات بعيدة وأيضاً إضافة الشركة المطورة في هذا الجزء إمكانية اختيار بين مجموعة كبيرة من السيوف الكبيرة والرماح وجعلها السلاح الرئيسي لك..

## التنقل
إمكانية التنقل على الخيل داخل المدينة فقد كانت هذه الإضافة غير موجودة في الجزء السابق إضافة إلى ذلك فقد أصبح بالإمكان المناداة على الخيل أو استدعائه عن طريق صافرة من البطل ايزيو وذلك بضغط على زر (مثلث/Y) وأيضاً اضافت الشركة طريقة جديدة لتسهيل الانتقال بين المناطق وهي عبارة عن اكواخ للدخول إلى انقاق اسفل المدينة وهذه الأكواخ موزعة على كامل الخريطة وعليك طبعاً شرائها لتتمكن من استخدامها.

## اللعب الجماعي (أونلاين)
لأول مرة في هذه السلسة يتم إضافة طور الاون لاين فقد حشدت استديو Annecy كامل إمكانيته لصناعة شيء جديد لهذا الجزء قد لا يعد هذا الطور شيء خارق ولكن هو يعد إضافة ممتازة للعبة ويقدم شيء جديد لم نألف وجوده في هذه السلسة يعتمد هذا الطور على الطريقة الأساسية في هذه اللعبة وهي الاغتيال في البداية يتم وضع 8 لاعبين داخل الخريطة ويتم وضع لكل لاعب هدف ليقوم بالقضاء عليه مع وجود رادار أو خريطة تمثيلية في اسفل الشاشة تقوم بإرشادك إلى مكان الهدف طبعاً يعتمد هذا الطور على السرعة والدقة في مهاجمة الخصم إضافة إلى ذلك هنالك ادوات جديدة سوف تحصل عليها كلما تقدم مستواك في اللعبة مثل قنابل الدخان وغيرها من الامور التي سوف تساعدك وتحتوي الخريطة على مواقع تساعدك على الهرب من الأعداء مثلاً سوف تدخل عبر أحد الأبواب الذي سوف يغلق بعد دخولك لكي تصعب على من يطاردك المهمة وتسهل عملية هربك ويحتوي هذا الطور على 50 L.V.L لكل لاعب على الرغم من كل هذا ما زال هذا الطور واعد وبحاجة إلى تطوير أكبر في الأجزاء القادمة وهنالك مجموعة من العثرات وهي ضعف السيرفرات والوقت الطويل الذي تحتاجه للبحث عن لاعبين ولكن تبقى هذه الإضافة ممتازة وتعد بالكثير في الأجزاء القادمة.

## الرسومات (الجرافيكس)
لم يختلف الجرافيكس كثيراً عن الجزء السابق ولكن أصبح الآن أفضل ولكن ليس بذلك التطور الكبير والمؤثر على الرغم من هذا ما زالت اللعبة تمتلك جرفكس ممتاز ومميز وقد راعت الشركة المطورة شكل الشخصية إزيو بحيث ناسبت ملابس الشخصية وهيئتها على أنها شخصية إيطالية بحتة وكانت دقيقة ومميزة وهذا حال جميع الشخصيات المتواجدة بالقصة فجميعهم امتلكوا ملامح رائعة ودقيقة ومقاربة للواقع وبشكل كبير اما بما يخص تصاميم الأشخاص باللعبة فهي ممتازة أيضاً ويوجد هنالك تنوع كبير في اشكال الناس المتواجدين في المدن وهيئتهم الجسدية وأيضاً طرء تحسن على اشكال الخيول باللعبة فقد أصبحت أفضل من الجزء السابق وأصبحت حركتها أكثر واقعية وأصبحت تجد أنواع خيول مختلفة وبعض هذه الخيول ترتدي مجموعة من الدروع لكي تصبح أقوى ولا ننسى الفيزيائية الممتازة المتواجد باللعبة والتي أبدعت الشركة المطورة في اظهارها ليس فقط في هذا الجزء انما أيضاً في الأجزاء السابقة فحركات الجسد للشخصيات الثانوية والرئيسية ممتازة وواقعية وأيضاً عند اصطدامك بالناس أثناء السير وردات الفعل كالسقوط أو فقدان التوازن واقعية وجيدة نسبياً وأيضاً الحركة الجسدية للبطل ايزو عند التحرك بشكل هادئ فيمكن أن تلاحظ تكامل حركات الجسد وانسيابها لتفادي الاصطدام بالناس ومع وجود معدل ثابت في عدد اطارات اللعبة يعطيك سلاسة في العروض واللعبة دون أي تباطئ واما بما يخص البيئات في اللعبة فقد كانت مشابهه للجزء السابق من حيث الطبيعة والأشجار والأراضي الخضراء والأنهار وأيضاً توزيع المناطق بحيث سوف تجد ان اطراف المدينة اناس مزارعون تجدهم يحرثون اراضيهم الواسعة ويزرعونها اما أهل المدينة لديهم لبسهم الإيطالي الخاص ومناطق لإقامة المهرجانات مع وجود مجموعة من العازفين الذين يحاولون لفت الانتباه للحصول على المال من الناحية النظرية لهذه النقاط في اللعبة فلم تختلف اللعبة كثيراً عن الجزء السابق وبقيت كما هي مثالية وجيدة ولكن هنالك إضافة كانت ممتازة وظاهرة بشكل واضح بهذا الجزء وهي الظلال فلم تعد متقطعة كالجزء السابق وأيضاً ظلال الغيوم عند مرورها امام الشمس فسوف تستغرب من جمال المنظر وظهور ظل الغيمة على الأرض التي تمر من فوقها فقد تميزت الشركة في هذه الديناميكية الرائعة في هذا الجزء ولا ننسى الحالة المميزة في هذا الجزء وهي تعاقب الليل والنهار باللعبة فقد أصبحت أكثر واقعية وجمال من الجزء السابق اما بما يخص المدينة (Roma) فان الشركة المطورة دائماً اذهلتنا بتصاميمها التي تفوق التصور للمدن التي تجري احداث اللعبة فيها في الأجزاء السابقة وهذا ما كان عليه في هذا الجزء فقد تميزت الشركة المطورة في تصميم مدينة روما من كافة النواحي وقد تفننت في تصميم المعالم الأثرية المتواجدة في المدينة كالالكولوسيو وهو المدرج الكبير التي كانت تقام به المصارعة الرومانية القديمة وهو من أهم المعالم الأثرية المتواجدة في روما حالياً وأيضاً مجموعة أخرى من المعالم المتواجدة بالمدينة وسوف تكون هنالك مهمات متنوعة وكثيرة في هذه المناطق أثناء سيرك باللعبة وطبعاً قدمت الشركة الشئ الجديد بما يخص الآثار أو المعالم الأثرية باللعبة فبإمكانك الآن ان تدفع الأموال للقيام بترميم هذه المعالم لتصبح ملك لك وزيادة نسبة الأموال التي تحصل عليها ولا ننسى تصاميم المباني بشكل عام فقد بقيت كالجزء السابق متناسقة وجميلة ومتنوعة وملائمة لاجواء اللعبة الإيطالية والخريطة الكبيرة جداً للمدينة والتنوع الكبير في اجوائها في كل جزء منها، في نهاية الكلام عن الجرفكس في اللعبة فقد أبدعت الشركة وكما كانت في الأجزاء السابقة بصور جميلة ورائعة لمدينة روما وتصوير ممتاز لجميع أجزاء المدينة واثارها....

## روابط خارجية
- أساسنز كريد: برذرهود على موقع IMDb (الإنجليزية)